# Michael Weikath
Michael Ingo Joachim Weikath (Hamburgo, 7 de agosto de 1962) é o guitarrista da banda de power metal Helloween. Fundou a banda ao lado de Kai Hansen (vocal/guitarra), Markus Grosskopf (baixo) e Ingo Schwichtenberg (bateria), em 1984.

## Biografia
Weikath nasceu em Hamburgo, Alemanha, e era musical desde muito jovem. Com quatro a cinco anos de idade, ele ficava deitado na grama, olhando para o céu, e vinha com melodias em sua cabeça. Ele começou a se interessar seriamente por música em 1971 e passou a maior parte do tempo como uma criança no aparelho de som valvulado de seus pais, ouvindo todas as estações disponíveis na época.
Em 1974, Weikath começou a tocar violão e mais tarde começou a ensaiar com seus amigos. Ele formou sua primeira banda, Powerfool, em 1978. Antes de formar o Helloween, ele trabalhou para uma gravadora de vendas pelo correio. Em 1982, ele serviu em pesados deveres sociais como alternativa ao serviço militar. As principais bandas que o influenciaram são The Beatles, Deep Purple, Scorpions, UFO, Van Halen, Led Zeppelin, os Sex Pistols e Wishbone Ash. Os guitarristas que o influenciaram quando ele começou a tocar foram Eric Clapton,  Jimi Hendrix, Ritchie Blackmore, Uli Jon Roth e Eddie Van Halen.
Weikath é um dos membros fundadores do Helloween, junto com Kai Hansen (voz / guitarra), Markus Grosskopf (baixo) e Ingo Schwichtenberg (bateria). Ele foi um dos únicos dois membros originais ainda ativos na banda, o outro sendo Markus Grosskopf, até que Kai Hansen e Michael Kiske voltaram em 2016. Weikath integrou a primeira formação do Helloween em 1982. Em 1984, a banda assinou um contrato com a Noise Records (Alemanha) e gravou duas músicas para uma compilação do Noise chamada Death Metal. Nesse álbum, ele era o responsável pela música "Oernst of Life".
Em uma entrevista de 1998 com Weikath, o webzine  Chaotic Critiques  apontou os temas espirituais ocasionais e melodias edificantes em canções como "Hey Lord!" e perguntou se a banda era um tanto espiritual. Weikath respondeu que toda a banda, exceto Uli Kusch, era cristã. Weikath afirmou que ele próprio é  Católico. Hoje, ele reside em Puerto de la Cruz, Tenerife, Espanha.